# Why (Lionel Richie)
Why fou el tercer single als Estats Units del disc Coming Home de Lionel Richie, aparegut el 2006. En el disc ocupa també la tercera posició en la llista de temes.